# James Kwalia
James Kwalia C'Kurui (né le 12 juin 1984 dans le district de Trans-Nzoia) est un athlète kényan naturalisé qatari, spécialiste des courses de fond, notamment du 3 000 et du 5 000 mètres.

## Carrière sportive
Médaillé de bronze lors des Championnats du monde jeunesse 2001, compétition mettant aux prises les meilleurs athlètes de moins de dix-huit ans, James Kwalia se révèle durant la saison 2003 en se classant cinquième de l'épreuve du 3 000 m de la Finale mondiale de l'athlétisme de Monaco, puis deuxième de l'édition suivante en 2004. Il devient en 2005 champion d'Asie du 5 000 m avec le temps de 14 min 08 s 56.
En 2008, Kwalia termine huitième de la finale du 5 000 m des Jeux olympiques d'été de 2008 avec le temps de 13 min 23 s 48.

## Records personnels
- 3 000 m : 7 min 28 s 28 (Bruxelles, 03/09/2004)
- 5 000 m : 12 min 54 s 58 (Oslo, 27/06/2003)

## Palmarès
| Date | Compétition                    | Lieu     | Résultat | Épreuve |
| ---- | ------------------------------ | -------- | -------- | ------- |
| 2001 | Championnats du monde jeunesse | Debrecen | 3e       | 3 000 m |
| 2003 | Finale mondiale                | Monaco   | 5e       | 3 000 m |
| 2004 | Finale mondiale                | Monaco   | 2e       | 3 000 m |
| 2005 | Championnats d'Asie            | Incheon  | 1er      | 5 000 m |
| 2005 | Championnats du monde          | Helsinki | 13e      | 5 000 m |
| 2005 | Finale mondiale                | Monaco   | 6e       | 5 000 m |
| 2008 | Championnats d'Asie en salle   | Doha     | 3e       | 3 000 m |
| 2008 | Jeux olympiques                | Pékin    | 8e       | 5 000 m |
| 2009 | Championnats du monde          | Berlin   | 3e       | 5 000 m |
| 2009 | Championnats panarabes         | Damas    | 1er      | 5 000 m |
| 2010 | Championnats d'Asie en salle   | Téhéran  | 1er      | 3 000 m |
| 2010 | Jeux asiatiques                | Canton   | 2e       | 5 000 m |